# Hrana zeilor (povestire)
„Hrana zeilor” (engleză: The Food of the Gods) este o povestire științifico-fantastică scrisă de autorul britanic Arthur C. Clarke.  A apărut inițial în revista Playboy din mai 1964. „Hrana zeilor” a fost publicată în colecția de povestiri The Wind from the Sun (1972).
În limba română a fost tradusă de Mihai-Dan Pavelescu  și a apărut în colecția de povestiri Lumina întunericului din 2002 în Colecția Sci-Fi a Editurii Teora.
Titlul povestirii face referire la Ambrozie, mâncarea mitică a zeilor antici greci și numele produsului alimentar controversat din această poveste. Titlul ar putea fi privit, de asemenea, ca un tribut adus romanului din 1904  Hrana zeilor de H. G. Wells.